# Альбион (футбольный клуб)
«Альбио́н» (исп. Albion Football Club) — старейший уругвайский футбольный клуб из Монтевидео. На протяжении 40 лет, с 1977 по 2017 год, выступал в Первом любительском дивизионе (третьем в системе лиг страны). По итогам 2017 года добился повышения во Второй профессиональный дивизион чемпионата Уругвая. По итогам 2021 года клуб добился выхода в уругвайскую Примеру — впервые в профессиональную эпоху уругвайского футбола и спустя 113 лет после вылета из высшего дивизиона в 1908 году.
«Альбион» является основателем уругвайской футбольной лиги и участником первого в истории чемпионата Уругвая 1900 года. По инициативе президента «Альбиона» Энрике Лихтембергера была образована Ассоциация футбола Уругвая. Игроки «Альбиона» в 1901 году составили костяк сборной Уругвая в первом неофициальном матче против Аргентины, ставшем первым в мире противостоянием национальных сборных за пределами Британских островов.

## История

### Основание, «золотые годы»

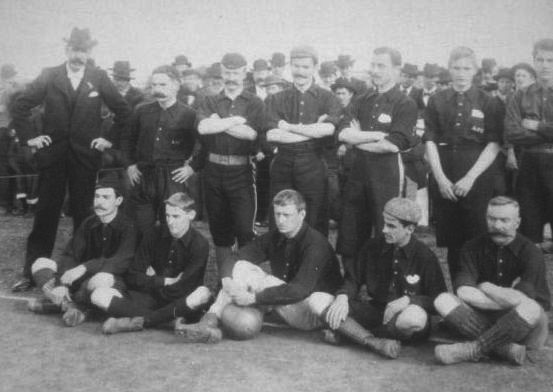
«Альбион» в 1898 году

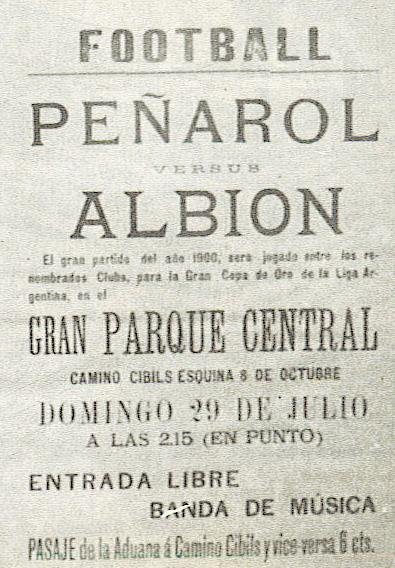
Билет на матч первого чемпионата между ЦУЖДКК и «Альбионом»

Футбольный клуб «Альбион» был образован 1 июня 1891 года студентами Английской Высшей школы, в первую очередь под влиянием Генри (Энрике) Лихтембергера, 18-летнего ученика Уильяма Лесли Пула, который считается «отцом уругвайского футбола». В первые годы после своего основания клуб отказался от использования иностранных игроков, хотя костяк команды всё же составляли дети мигрантов, которые родились уже на территории Уругвая — в первую очередь это были уругвайцы английского происхождения. В честь Альбиона и было взято название для нового клуба. Изначально клуб назывался «Футбольная Ассоциация» (англ. Football Association), современное же название получил менее чем через четыре месяца после основания — 21 сентября 1891 года.
К тому моменту в Уругвае уже играли в футбол в нескольких клубах, например в Гребном клубе Монтевидео (Montevideo Rowing Club, образован 8 мая 1874 года) и Крикетном клубе Монтевидео (Montevideo Cricket Club, образован 18 июля 1861 года). Однако данный вид спорта, как видно из названий этих клубов, не был профилирующим. В «Альбионе» же изначально футбол был главным видом спорта, что делает клуб старейшим чисто футбольным клубом Уругвая. В первых матчах против Крикетного клуба Монтевидео, сыгранных в 1891 году, «Альбион» проиграл — 1:3 и 0:6. 28 сентября того же 1891 года в предместье Монтевидео Пеньяроле был образован Центральный уругвайский железнодорожный крикетный клуб, в настоящее время — «Пеньяроль». «Альбион» впервые сыграл с ЦУЖДКК в 1892 году, а всего в том году состоялось 18 игр между четырьмя существовавшими к тому моменту в Монтевидео футбольными командами, причём в этих матчах абсолютно доминировали игроки Крикетного клуба Монтевидео, не проигравшие ни единого матча и разгромившие ЦУЖДКК и «Альбион» со счётом соответственно 8:0 и 10:0.
Переломным в истории развития уругвайского футбола и «Альбиона» стал 1895 год. Лихтембергер принял решение снять запрет на использование иностранных футболистов, а два «студенческих» клуба — Крикетный клуб Монтевидео и Гребной клуб Монтевидео — приняли решение не развивать дальше свои футбольные секции. «Альбион» и ЦУЖДКК/«Пеньяроль» до конца XIX века стали главными клубами страны. В течение следующих пяти лет в Монтевидео появились три сильных клуба: «Дойчер» (выходцы из Германии), «Уругвай Атлетик» и в мае 1899 года — «Насьональ». «Альбион» в этот период играл не только на внутренней арене. В 1896 году «красно-синие» стали первой уругвайской командой, сыгравшей в международном матче — соперниками стали аргентинские команды «Ретиро» (победа 4:1) и «Бельграно Атлетик» (5:3).
В 1900 году «Альбион» вместе с ЦУЖДКК, «Дойчером» и «Уругвай Атлетиком» стали основателями уругвайской футбольной лиги. «Альбион» пропустил вперёд лишь «железнодорожников», ставших первыми чемпионами Уругвая. В следующем году к Лиге присоединился «Насьональ», который постепенно начал вытеснять «Альбион» в качестве одного из «грандов» уругвайского футбола. Однако в том году всё же случился ещё один «момент славы» в истории «Альбиона» — 16 мая девять игроков этой команды, вкупе с двумя футболистами «Насьоналя», которые раньше также выступали в «Альбионе», сыграли против сборной Аргентины в качестве «сборной Уругвая» в первом в мире матче национальных сборных за пределами Британских островов, и в упорном противостоянии в присутствии 8 тыс. зрителей уступили со счётом 2:3. Впрочем, данная игра многими футбольными историками считается неофициальной, команды Уругвая и Аргентины называют «сборными клубов», не включая этот матч в реестр игр сборной как Уругвая, так и Аргентины.

### Потеря позиций, современное состояние

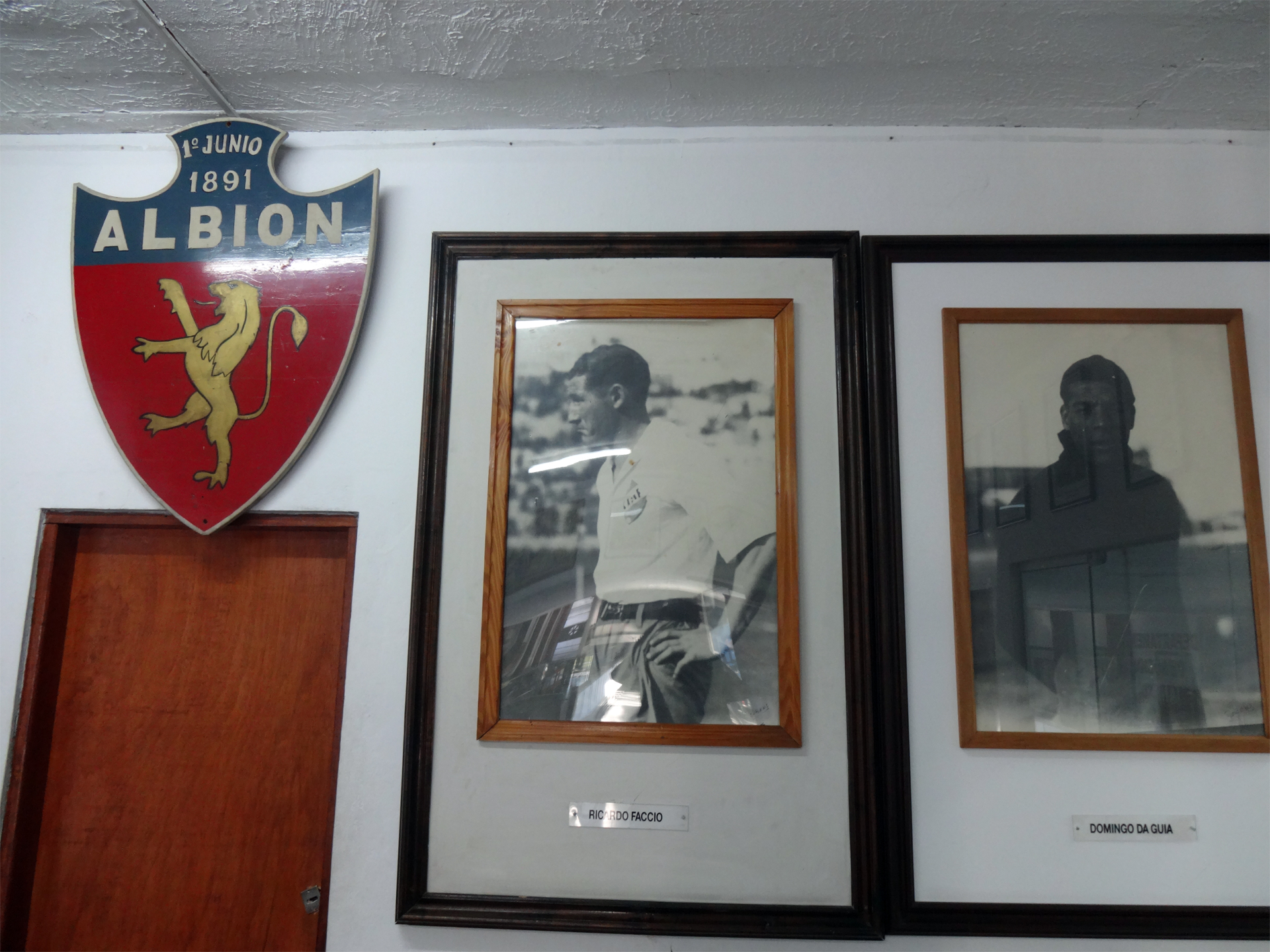
Благодаря дружественным отношениям между клубами современная штаб-квартира «Альбиона» находится на территории штаб-квартиры «Насьоналя»

В дальнейшем развитие клуба прекратилось. Многие бывшие игроки «Альбиона» с успехом прижились в других командах, в первую очередь — в «Насьонале» и «Монтевидео Уондерерс». Последний образовался в результате скандала, когда группа молодых игроков в 1902 году в знак протеста ушла из «Альбиона», поскольку им не давали шанса проявить себя, организовав новый клуб. В определённой мере «Уондерерс» считаются в Уругвае «наследниками» старого «Альбиона».
На протяжении четырёх следующих чемпионатов (турнир 1904 года не состоялся из-за революции) «Альбион» неизменно финишировал пятым, и в последнем случае из-за расширения лиги это обернулось для команды вылетом из Лиги. После возвращения в команду Мигеля Небеля и Амилькара Сеспедеса в 1908 году команда вернулась в элиту и заняла достаточно высокое 6-е место, но не сумела из-за долгов заявиться на турнир 1909 года, снявшись с соревнований. С тех пор (и до 2022 года) «Альбион» никогда не играл в Высшем дивизионе чемпионата Уругвая.
В 1914 году «Альбион» стал учредителем Университетской футбольной лиги имени Уильяма Пула. Впоследствии команда лишь эпизодически появлялась в системе футбольных лиг Уругвая — в 1931, 1942 годах. В 1953 году произошло очередное возрождение клуба, ставшего победителем двух подряд розыгрышей любительского чемпионата Уругвая. Начиная с 1960-х годов в клубе активно развиваются другие виды спорта — бейсбол, волейбол, баскетбол и лёгкая атлетика.
В 1976 году команда вернулась в Третий дивизион. В сезоне 1976/1977 «Альбион» выступал в четвёртом дивизионе в качестве объединённого с ФК «Мирамар» клуба «Альбион-Мирамар». С 1977 года «Альбион» неизменно выступал в третьем эшелоне уругвайского чемпионата.
В последние десятилетия самым известным воспитанником, выступавшим за молодёжную команду «Альбиона», является Густаво Мунуа, вратарь сборной Уругвая в 1998—2004 гг, участник Кубка Америки 2001 года и чемпионата мира 2002 года, защищавший цвета таких клубов, как «Насьональ», «Депортиво Ла-Корунья», «Малага» и «Леванте».
По итогам 2017 года «Альбион» добился повышения во Второй профессиональный дивизион чемпионата Уругвая.
В 2021 году «Альбион» вышел в лидеры Второго дивизиона, и за три тура до завершения чемпионата гарантировал себе минимум второе место, что даёт путёвку в уругвайскую Примеру. Таким образом, старейший клуб страны вернулся в элиту после 113 лет отсутствия. Кроме того, в 2022 году команда дебютирует в высшей профессиональной лиге Уругвая — профессионализм в стрне был введён в 1932 году.

## Достижения
- Вице-чемпион Уругвая (1): 1900
- Чемпион Уругвая во Втором дивизионе (1): 2021
- Чемпион Уругвая во Втором дивизионе B Насьональ (третья по уровню лига) (1): 2017
- Кубок Конкуренции (Уругвай) (1): 1900

### Выступления в Примере
| Год  | Место                |
| 1900 | 2-е из 4 участников  |
| 1901 | 5-е из 5 участников  |
| 1902 | 5-е из 6 участников  |
| 1903 | 5-е из 7 участников  |
| 1905 | 5-е из 5 участников  |
| 1908 | 6-е из 10 участников |
| 2022 |                      |

## Отношения с другими клубами
У «Альбиона» сложились тесные связи с «Насьоналем», и многие болельщики воспринимают данный клуб как филиал «Насьоналя», хотя юридически это не так. Впрочем, штаб-квартира «Альбиона» (один кабинет) находится на втором этаже штаб-квартиры и музея «Насьоналя» близ стадиона «Гран Парк Сентраль».
Напротив, с другим грандом уругвайского футбола — «Пеньяролем» — у болельщиков «Альбиона» имеется антагонизм, уходящий корнями ещё в конец XIX века, когда именно матчи «Альбиона» и «Пеньяроля» носили статус главного класико страны.

## Символы

### Форма, цвета

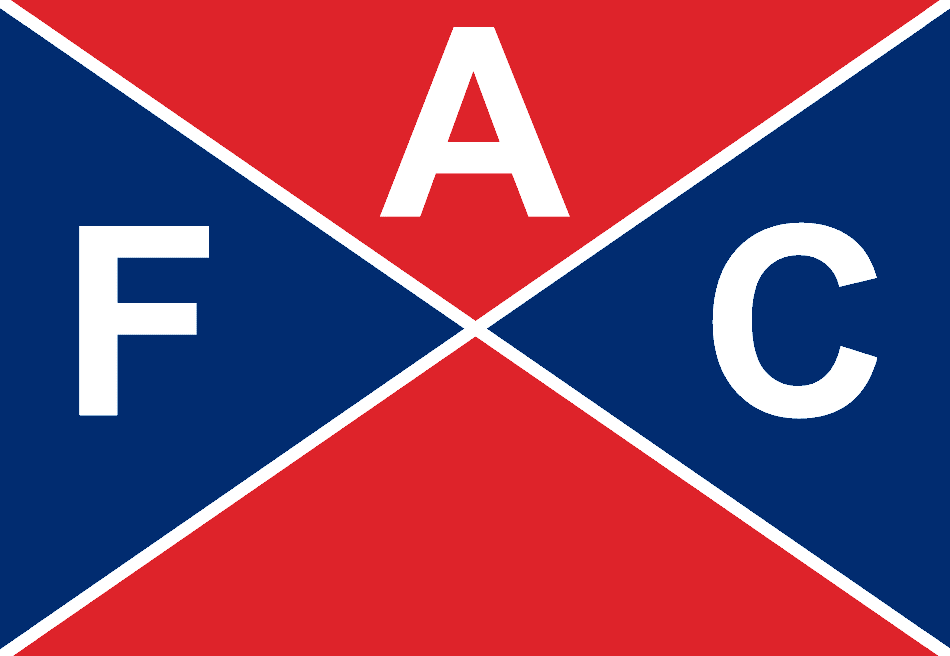
Официальный флаг «Альбиона».

Основными цветами «Альбиона» являются красный, синий и белый, так же, как и у «Насьоналя». Однако если у последнего цвета основаны на революционном флаге Артигаса, то у «Альбиона» это, в первую очередь, обусловлено подчёркиванием связи с Великобританией.
В основной форме у команды используются только красный и синий цвета, белый цвет является основным в гостевом комплекте. Такое сочетание используется с 1895 года. До этого команда использовала лишь белый и синий цвета, красный цвет стали использовать после разрешения играть за команду выходцам из Великобритании. В неофициальном матче против сборной Аргентины в 1901 году сборная Уругвая выступала в форме «Альбиона».
| 1891 | 1891—1895 | 1895—н. в. |